# De Klaver
De Klaver, ook De Greate Klaver genoemd, is een poldermolen nabij de stad Bolsward, een van de Friese elf steden.

## Beschrijving
De Klaver is een spinnenkopmolen, die ongeveer een kilometer ten noordwesten van Bolsward aan de Witmarsumervaart staat. Hij werd in 1802 gebouwd voor de bemaling van de Weeshuispolder. Deze bestond uit 294 pondematen land (ca. 108 ha), waarvan 50 pondemaat (ruim 18 ha) eigendom was van het weeshuis van Bolsward.
De Klaver was in bedrijf tot 1966, toen een voorziening werd aangebracht waarmee de vijzel ook door een trekker kon worden aangedreven. In 1972 verloor de molen zijn functie, waarna hij in verval raakte. In 1980 werd De Klaver eigendom van de Stichting De Fryske Mole, die hem in 1980/1981 liet restaureren, wat gezien de bouwvallige staat waarin hij inmiddels verkeerde feitelijk neerkwam op het geheel herbouwen van de molen. Sindsdien is de molen weer maalvaardig. Hij kan op afspraak worden bezichtigd.
In 2006 werd de molen door het Wetterskip Fryslân aangewezen als reservegemaal tijdens wateroverlast.